# 林炜翔
林炜翔（1998年10月24日—，游戏ID：Lwx），中国《英雄联盟》电子竞技运动员，现为FPX电子竞技俱乐部下路选手，英雄联盟2019赛季全球总决赛冠军成员。